# Scelta multipla
Le domande a opzione multipla sono una tipologia di domande a risposta chiusa, usata nei test per l'educazione, nelle elezioni (bisogna scegliere tra più candidati, partiti), nelle ricerche di mercato e in molti altri campi, per rispondere alle quali si chiede di selezionare una o più opzioni di risposta da una lista data con un numero finito di opzioni. Nel caso in cui sia possibile selezionare una e una sola opzione di risposta si parla di "domanda a scelta multipla" (multiple choice question), mentre nel caso in cui si possano selezionare più opzioni attraverso checkbox ("caselle di spunta" o "caselle di controllo") si parla di "domanda a risposta multipla" (multiple response question); nel caso in cui sia data la possibilità di integrare le opzioni di risposta presenti nell'elenco di base (solitamente attraverso l'opzione "altro (da precisare)") si tratta di una domanda semi-chiusa.
La creazione delle domande a opzione multipla è attribuita a Frederick J. Kelly nel 1914 alla Kansas University. Uno dei primi utilizzi delle suddette domande fu per stimare la potenzialità delle reclute militari della prima guerra mondiale. Coloro che scrivono i test hanno spesso una preparazione nella tassonomia di Bloom.

## Vantaggi
Ci sono molti vantaggi nello stile delle domande a risposta multipla. Se gli autori delle domande sono ben preparati e la qualità delle domande è assicurata, allora la struttura sarà sicuramente efficace. È stato provato che, se gli studenti vengono istruiti sul funzionamento delle domande a opzione multipla e il mito che circonda il tipo di valutazione viene distrutto, allora avranno risultati migliori nel test. Molti hanno espresso il giudizio secondo il quale la credibilità dei test sta nel fatto che ci siano più voci (risposte) da scegliere, e con una buona campionatura e cura dei casi specifici la credibilità potrebbe essere anche maggiore.
Le domande a opzione multipla spesso richiedono meno tempo, rispetto alle domande a risposta aperta, per gestire una data quantità di materiale. Un'efficienza ancora maggiore si può ottenere utilizzando un software per la consegna on-line dell'esame. Le domande a opzione multipla si prestano allo sviluppo di elementi obiettivi di valutazione; tuttavia, senza un'adeguata preparazione da parte dell'autore, le domande possono risultare soggettive per natura. Poiché questo stile di test non richiede che un insegnante assegni un voto alle risposte date, chi fa il test è valutato semplicemente sulla base delle sue scelte, rendendo meno probabile che un pregiudizio (bias) insegnante-studente influenzi i risultati. Infine, se coloro che fanno i test sono informati su come usare i fogli da contrassegnare e/o le caselle da spuntare negli esami on line si può fare affidamento sulla chiarezza delle loro risposte.

## Svantaggi
I test a risposta multipla hanno effettivamente degli svantaggi. Uno di questi è l'ambiguità: non riuscire a interpretare l'informazione nel modo in cui intendeva l'autore del test può dare come risultato una risposta "sbagliata", anche se la risposta di chi fa il test è potenzialmente valida. Per descrivere questo scenario è stato utilizzato il termine "congettura multipla" (multiple guess), perché chi fa il test potrebbe tentare di indovinare piuttosto che determinare la risposta corretta. Viceversa, un test a risposta libera permette a chi lo affronta di portare argomentazioni a sostegno del suo punto di vista e potenzialmente di ottenere credito. 
Inoltre, anche se uno studente ha una qualche conoscenza dell'argomento di una domanda, se seleziona la risposta sbagliata non ottiene alcun credito per il fatto che conosce quelle informazioni. Tuttavia, le domande a risposta libera possono consentire a coloro che sostengono la prova di dimostrare la loro comprensione della materia e di ottenere un parziale credito. Infine, chi affronta il test potrebbe essere in grado di scartare delle risposte perché inverosimili. In alcuni casi può anche verificare singolarmente ogni risposta, specialmente quando si tratta di matematica, aumentando in tal modo la possibilità di fornire una risposta corretta senza effettivamente conoscere l'argomento.  D'altro canto, specialmente nei test di matematica, alcune risposte sono incluse per incoraggiare effettivamente chi fa il test a scartare le risposte stesse in modo logico. Un esempio sarebbe di proporre l'equazione {\displaystyle 4x^{2}+bx=3} e di chiedere a che cosa equivale {\displaystyle b^{2}}. Chi svolge il test dovrebbe essere in grado di eliminare tutte le risposte rappresentate da un numero negativo.
L'uso delle domande a opzione multipla in certi campi educativi è a volte contestato, a causa di alcuni degli aspetti negativi, sia effettivi che percepiti, ma la formula rimane popolare per la sua utilità e la sua efficienza in termini di costo.
Un altro svantaggio degli esami a risposta multipla è che uno studente incapace di rispondere ad una particolare domanda può semplicemente scegliere una risposta a caso e avere ancora la possibilità di ottenere un voto per essa. Si sa che gli studenti che non hanno più tempo a disposizione danno a tutte le domande rimanenti risposte a caso nella speranza di farne almeno qualcuna giusta. Alcuni esami, come la Gara australiana di matematica (Australian Mathematics Competition), adottano sistemi per vanificare questa possibilità, in questo caso rendendo più vantaggioso non dare una risposta che darne una sbagliata.
Comunque lo svantaggio maggiore riscontrato nella pratica sta nel fatto che è uno dei tipi di prova più facili da copiare, vanificando in alcuni casi la sua praticabilità.

## Struttura
Una domanda a opzione multipla del tipo basato sulla conoscenza effettiva consiste di due parti: la domanda (stem) e le opzioni di risposta. Per contrasto, una domanda a opzione multipla del tipo basato sulla conoscenza applicata consta di tre parti: la radice, la domanda d'apertura e le opzioni di risposta. La radice può essere una vignetta o una descrizione dettagliata che contiene più elementi. La sua lunghezza è quella necessaria ad assicurare la massima validità ed autenticità al problema in discussione. La domanda d'apertura descrive cosa deve fare colui che sostiene l'esame. Per esempio in un test medico la domanda d'apertura potrebbe essere "Qual è la diagnosi più probabile?" oppure "Quale agente patogeno è più probabile che sia la causa di una malattia?".
L'opzione o l'insieme delle opzioni corrispondenti a risposte corrette è detta "chiave (di risposta)", mentre le opzioni corrispondenti a risposte errate sono dette "distrattori".
Ogni domanda di valutazione a opzione multipla equivale ad una batteria di domande vero/falso, nella quale la chiave corrisponde ad (una, nel caso di domande a scelta multipla, o più, nel caso di domande a risposta multipla) affermazioni vere, mentre tutti i distrattori corrispondono ad affermazioni false.

## Esempi
Data l'equazione {\displaystyle 2x+3=4}, stabilire il valore di x.
A) 4
B) 10
C) 0.5
D) 1.5
E) 8

Qual è la superpotenza dell'informatica in India?
A) Bangalore 
B) Mumbai
C) Mysore
D) Chennai

## Test importanti con sezioni a opzione multipla
- SAT
- AP
- PSAT
- GRE
- MCAT
- LSAT
- IB Diploma Programme science subject exams
- ASVAB
- TOEIC
- Multistate Bar Examination